# Casa Militară Regală
Casa Militară Regală a fost o structură militară specializată care avea ca rol principal asigurarea serviciului de adjutantură și protocol militar pentru membrii Familiei Regale a României.

## Istoric
Protocolul regal a fost legiferat pentru prima data în România de către domnitorului Carol I, în anul 1875. Theodor Văcărescu, Mareșalul Curții și al Casei Domnești realizează prima lucrare completă privind protocolul „în diferitele ceremonii, primiri și solemnități ce se petrecu la Curte”.
El precizează că, la 1875, serviciul curții era condus de Mareșalul Curții și al Casei Domnești și avea următoarea structură:
- Casa Civilă
- Casa Militară a Înălțimei Sale Domnitorului
- Casa Înălțimei Sale Doamnei

În 1882, în urma proclamării Regatului României, denumirile sunt schimbate pentru a fi puse în acord cu noile realități:
- Casa Civilă
- Casa Militară a Majestății Sale Regelui
- Casa Majestății Sale Regina[2]:p. 16

Această structură avea să rămână practic neschimbată pe toată perioada monarhiei.
Casa Militară Regală cuprindea aghiotanții regali și de ofițerii de ordonanță ai Regelui. Principalele atribuțiuni ale acestora erau de a asigura serviciile de însoțitori, ajutoare și gardă personală pentru membrii Casei Regale.
Casa Militară Regală era subordonată pe linie administrativă Ministerului de Război, iar pe linie operativă, pentru îndeplinirea misiunilor de pază și gardă a Palatului si suveranului, erau subordonați Mareșalului Curții Regale.
Comandantul Casei Militare Regale era un general al Armatei Române sau colonel.

## Șefii Casei Militare Regale[5]
- Colonel Alexandru Robescu
- General Victor Crețeanu (1880-1884)
- General Constantin Barozzi (1885-1892)
- General Matei Vlădescu (1892-1900)
- General Panait Warthiadi (1900-1907)
- General Leon Mavrocordat (1907-1918)
- General Theodor Râmniceanu (1918-1920)
- General Paul Angelescu (1920-1927)
- General Nicolae Condeescu (1927-1930)
- General Gheorghe Athanasescu (aprilie-iunie 1930)
- General Constantin Ilasievici (1930-1936)
- General Ioanichie Filimon (1936-1937)
- General Gheorghe Mihail (1 noiembrie 1937 - 31 ianuarie 1939)[6]
- General Constantin Ilasievici (1939-1940)
- Colonel Mihail Rîmniceanu (24.9.1940[7] — 17.1.1941)
- Colonel Socrate Mardare (25.1.1941 — 28.2.1942)
- Colonel Ion Codreanu (martie 1942 - martie 1943)
- General Constantin Sănătescu (20 martie 1943 - 23 august 1944)[8]
- Colonel Robert Bossy (23 august - 20 noiembrie 1944)
- General Constantin D. Nicolescu (20 noiembrie 1944 - 1947)[9]

## Personalități militare care au servit în cadrul Casei Militare Regale
- Colonel George Filipescu, adjutant regal (1869-1871).
- Colonel Vasile Gherghel, adjutant regal (1869-1872).
- Colonel Ioan Greceanu, adjutant regal (1869-1875).
- Colonel Alexandru Schina, adjutant regal (1869-1880).
- Colonel Grigore Polizu, adjutant regal (1872-1874).
- Colonel Constantin Filitti, adjutant regal (1872-1880).
- Colonel Nicolae Schina, adjutant regal (1873-1879).
- Colonel Alexandru Singurof, adjutant regal (1875-1879).
- Colonel Romulus Magheru, adjutant regal (1880-1882).
- Maior Nicolae Vlădoianu, adjutant regal (1880-1882).
- General Alexandru Candiano-Popescu, adjutant regal (1881-1884, 1888-1889, 1892).
- Colonel Emil Casimir, adjutant regal (1882-1887).
- Maior Ioan Istrate, adjutant regal (1892-1896).
- Colonel Constantin Coandă, adjutant regal atașat principelui moștenitor Ferdinand (1892–1896).
- Colonel Dimitrie Negel, adjutant regal (1883-1887).
- Colonel Constantin Merișescu, adjutant regal (1883-1897).
- Maior Dimitrie Bărcănescu, adjutant regal (1883-1885).
- Colonel Alexandru Robescu, adjutant regal (1884-1890).
- Maior Ioan Șomănescu, adjutant regal (1885-1888).
- Colonel Gheorghe Georgescu, adjutant regal (1896-1903).
- Colonel Constantin Prezan, adjutant regal atașat principelui moștenitor Ferdinand (1896-1901).
- Contra-amiral Nicolae Graçosky, adjutant regal (1897-1918).
- Căpitan Dumitru Gherculescu, adjutant regal.
- Colonel Alexandru Magheru, adjutant regal (1906-1911).
- Maior Gheorghe Manu, adjutant regal atașat principelui moștenitor Ferdinand (1909-1914).
- Maior Grigore Berindei, adjutant regal (1908-1911).
- Maior Constantin Costescu, adjutant regal (1911–1914).
- Maior Alexandru Negri, adjutant regal atașat principelui moștenitor Ferdinand (1911-1913).
- Colonel Ioan B. Florescu, adjutant regal (1914–1918).
- Colonel Florea Țenescu, ofițer de ordonanță (1917-1920), adjutant regal (1920–1924).
- Maior Alexandru Orășanu, adjutant regal atașat principelui moștenitor Carol (1918-1920).
- Colonel Nicolae Rădescu, adjutant regal atașat reginei Maria (1920-1926).
- Maior Emil Scheletti, adjutant regal (1920-1927).
- Căpitan comandor Gheorghe Koslinski, adjutant regal (1922-1926).
- General Gheorge Athanasescu, adjutant regal atașat principelui moștenitor Carol (1916-1918), atașat reginei Maria (1926-1930).
- Comandor Preda Fundățeanu, adjutant regal atașat principelui Nicolae (1929-1933), atașat principelui moștenitor Mihai (1936-1938).
- Comandor Nicolae Păiș, adjutant regal atașat principelui Nicolae (1929-1931).
- General Alexandru Manolescu, adjutant regal atașat principelui Nicolae (1929-1937).
- General Eugeniu Zwiedineck, adjutant regal atașat reginei Maria (1927-1931).
- General Traian Eremia Grigorescu, adjutant regal (1930-1931), atașat principelui moștenitor Mihai (1931-1936).
- Comandor Ioan Stoicescu, adjutant regal (1930-1936).
- Maior Mihail Râmniceanu, adjutant regal atașat reginei Maria (1931-1936).
- Colonel Emil Pălăngeanu, adjutant regal atașat principelui moștenitor Mihai (1932-1936).
- Locotenent-colonel Ernest Urdăreanu, adjutant regal (1934-1935).
- Maior Teofil Sidorovici, adjutant regal (1936-1937).
- Colonel Mihail Mihăilescu, adjutant regal (1936-1940).
- Colonel Constantin N. Filitti, adjutant regal (1936-1940).
- Colonel Gheorghe Stavăr, adjutant regal (1936-1938).
- Maior Mircea Tomescu, ofițer de ordonanță atașat principelui moștenitor Mihai (1936-1940), adjutant regal (1940-1941).
- Colonel Dumitru Dămăceanu, adjutant regal atașat principelui moștenitor Mihai (1938-1940).
- Colonel Radu Rusescu, adjutant regal (1939-1940).
- Colonel Ervin Claus, adjutant regal (1939-1940).
- Colonel Alexandru Pastia, adjutant regal (1940-1941).
- Colonel Mihail Andronescu, adjutant regal (1940-1941).
- Colonel Mardari Socrate, adjutant regal onorific (21.10.1940-25.1.1941, avansat).
- Colonel Mircea Brătănescu, adjutant regal (1942-1943).
- Colonel Marcel Olteanu, adjutant regal (1942-1943).
- Colonel Emilian Ionescu, adjutant regal (1943-1947).
- Colonel Robert Bossy, adjutant regal (1943-1945).
- Comandor Arpad Gherghel, adjutant regal (1943-1947).
- Comandor Traian Udriski, adjutant regal (1944-1947).
- General Constantin Petre-Lazăr, adjutant regal (1944-1947).
- Căpitan Jacques Vergotti, ofițer de ordonanță (1944-1947).

## Vezi și
- Casa Majestății Sale Regelui României
- Familia Regală a României
- Monarhia în România